# Wacker Thun
Wacker Thun ist ein Schweizer Handballverein aus Thun im Berner Oberland. Der Verein spielt in der Sporthalle Lachen in Thun, die ein Fassungsvermögen von rund 2000 Plätzen hat.

## Geschichte
Wacker Thun ist ein Handballverein mit einer langen Tradition. Seit 30 Jahren spielt er in der Nationalliga A der Swiss Handball League und erreicht immer wieder Spitzenresultate. Das Fundament des Vereins stellen die Breitensportler dar, das Aushängeschild des Vereins ist die erste Mannschaft. Im Fokus der Vereinsarbeit liegt auch die Jugendförderung, und daher bildet der Verein über alle Altersstufen verteilt über 150 Jugendliche aus. Dazu kommen die verschiedenen Mannschaften in den Breitensportgefässen, welche jedem Sportler die Möglichkeit bieten, Teil von Wacker Thun zu sein.
Über alle Stufen wird mit den Partnervereinen TV Steffisburg und DHB Rotweiss Thun zusammengearbeitet. Neben vielen Handballmannschaften verfügt Wacker Thun über ein 30-köpfiges ehrenamtliches TV-Team, welches unter dem Label wackerTV Liveübertragungen produziert sowie Interviews und Zusammenfassungen veröffentlicht.
Wacker Thun gewann zwei Mal den Schweizer Meistertitel in der obersten Spielklasse der Männer (Saisons 2012/13 und 2017/18). Als einzige Schweizer Clubmannschaft gewann Wacker Thun den EHF Challenge Cup (2005). In den Saisons 2013/14 und 2018/2019 spielte Wacker in der Champions League. Die Thuner triumphierten in den Jahren 2002, 2006, 2012, 2013, 2017 und 2019 im Schweizer Cup.
Am 17. Juli 2021 wurde auf Entscheid des Regionalen Führungsorgans Thun Plus in Absprache mit der Stadt Thun aufgrund eines Hochwassers des nahe gelegenen Thunersees die Sporthalle Lachen kontrolliert geflutet. Die Thuner mussten sich eine alternative Spielstätte suchen und wurden in Spiez fündig (ABC-Halle). Das erste Heimspiel in der Ausweichhalle fand am 1. September 2021 gegen die Kadetten Schaffhausen (21:24) statt. Wacker Thun kehrte am 6. Februar 2022 zurück in die Sporthalle Lachen.
|  |  |  |
|  |  |  |

## Grösste Erfolge

### National
- Schweizer Meister 2013, 2018
- Vize-Schweizer-Meister 2003, 2012, 2015
- Sieger Cup 2002, 2006, 2012, 2013, 2017, 2019

### International
- Sieger des EHF Challenge Cup 2005
- Finalist Europacup 2012
- Teilnehmer EHF Cup 2017/18
- Teilnehmer Champions League 2013/14, 2018/19

## Kader Saison 2024/25

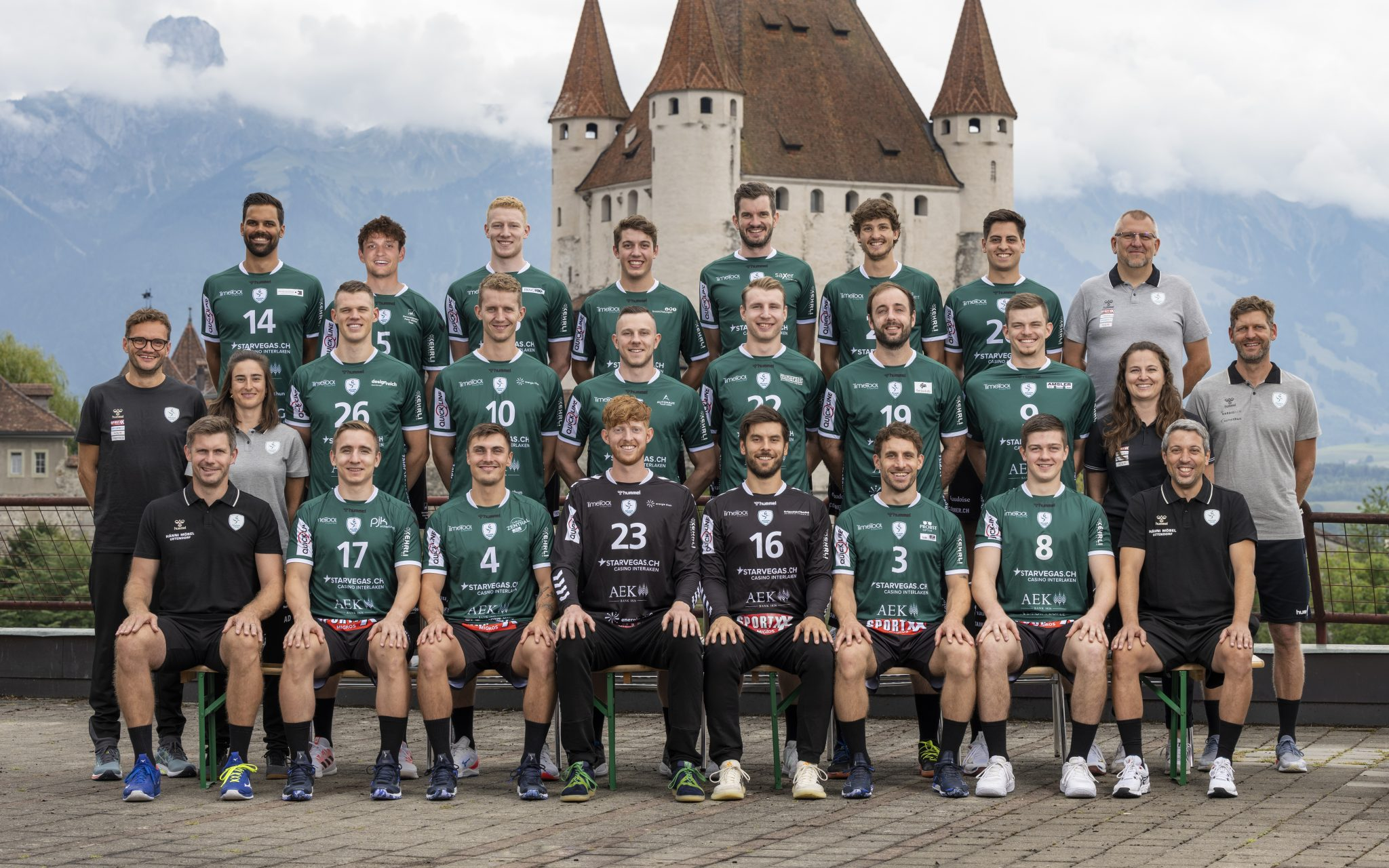
Mannschaftsbild (Saison 2022/2023)

(Stand: 2. Oktober 2024)
| Nr. | Nat.        | Name             | Position        | Geburtsjahr | Grösse | Seit |
| 16  | Schweiz     | Marc Winkler     | Torhüter        | 1988        | 185    | 2007 |
| 23  | Schweiz     | Flavio Wick      | Torhüter        | 1995        | 203    | 2017 |
| 4   | Schweiz     | Gabriel Felder   | Flügel rechts   | 1998        | 180    | 2018 |
| 5   | Schweiz     | Joshua Baumann   | Flügel rechts   | 2005        | 180    | 2023 |
| 6   | Schweiz     | Nils Kiener      | Flügel rechts   | 2004        | 187    | 2024 |
| 7   | Tschechei   | Martin Kocich    | Rückraum Mitte  | 1997        | 180    | 2024 |
| 8   | Schweiz     | Flavian Römer    | Rückraum Mitte  | 2003        | 185    | 2022 |
| 9   | Schweiz     | Leon Lüthi       | Flügel links    | 2005        | 180    | 2023 |
| 10  | Deutschland | Jonathan Buck    | Rückraum        | 1999        | 192    | 2024 |
| 11  | Ungarn      | Rudolf Faluvégi  | Rückraum        | 1994        | 193    | 2023 |
| 15  | Schweiz     | Yanic Baumann    | Rückraum        | 2003        | 184    | 2022 |
| 17  | Schweiz     | Damien Guignet   | Rückraum links  | 1997        | 180    | 2017 |
| 18  | Schweiz     | Yannick Schwab   | Kreisläufer     | 2000        | 190    | 2020 |
| 19  | Schweiz     | Stefan Huwyler   | Kreisläufer     | 1993        | 195    | 2013 |
| 20  | Schweiz     | Cedric Manse     | Rückraum Mitte  | 1997        | 181    | 2022 |
| 21  | Schweiz     | Nino Gruber      | Flügel links    | 1997        | 187    | 2019 |
| 22  | Schweiz     | Ivan Chernov     | Rückraum rechts | 2001        | 198    | 2020 |
| 25  | Schweiz     | Leandro Römer    | Rückraum Mitte  | 2004        | 184    | 2024 |
| 26  | Schweiz     | Ron Delhees      | Rückraum rechts | 1995        | 197    | 2018 |
| 31  | Deutschland | Benjamin Meschke | Kreisläufer     | 1991        | 198    | 2023 |
| 34  | Kroatien    | Ante Gadža       | Rückraum Mitte  | 1992        | 195    | 2024 |
| 49  | Schweiz     | Lars Hofer       | Flügel rechts   | 2000        | 175    | 2025 |
| T   | Schweiz     | Remo Badertscher | Trainer         | 1982        | 175    | 2015 |
| T   | Kroatien    | Slavko Ćorluka   | Co-Trainer      |             |        | 2023 |

## Bekannte ehemalige Spieler (Auswahl)
- Marius Aleksejev (EST)
- Mirza Čehajić (BIH)
- Henk Groener (NLD)
- Georgios Chalkidis (GRC)
- Emil Feuchtmann Perez (CHL)
- Lenny Rubin (CH)

## Saisonrückblick in der SHL/NLA
| Saison    | Rang | Europacup                     | Ereignis |
| --------- | ---- | ----------------------------- | --- |
| 1992/93   | 4.   | –                             | 1. Europacupteilnahme |
| 1993/94   | 3.   | –                             | - |
| 1994/95   | 7.   | –                             | Abschied Martin Rubin nach Dormagen |
| 1995/96   | 7.   | –                             | - |
| 1996/97   | 5.   | –                             | Suik Huong Lee wird Wacker-Spieler |
| 1997/98   | 3.   | –                             | - |
| 1998/99   | 5.   | City Cup 1/4 Final            | - |
| 1999/00   | 5.   | –                             | - |
| 2000/01   | 5.   | –                             | - |
| 2001/02   | 4.   | –                             | 1. CH-Cup-Sieg |
| 2002/03   | 2.   | Cup Winners Cup 3. Runde      | Martin Friedli ist Torschützenkönig |
| 2003/04   | 3.   | EHF Cup 3. Runde              | - |
| 2004/05   | 3.   | Challenge Cup Final           | Challenge Cup Sieger |
| 2005/06   | 3.   | EHF Cup 1/8 Final             | 2. CH-Cup-Sieg |
| 2006/07   | 3.   | Cup Winners Cup 1/8 Final     | - |
| 2007/08   | 5.   | Challenge Cup Runde 3         | - |
| 2008/09   | 6.   | –                             | Rücktritte Suik Huong Lee und Sven Zbinden |
| 2009/10   | 8.   | –                             | - |
| 2010/11   | 4.   | –                             | Rücktritt Sandro Badertscher und Abschied Claudio Badertscher nach Gossau SG |
| 2011/12   | 2.   | Challenge Cup Final           | 3. CH-Cup-Sieg, Challenge Cup 2. Platz |
| 2012/13   | 1.   | –                             | 1. CH-Meister-Titel, 4. CH-Cup-Sieg, MVP Lukas von Deschwanden, Topscorer Lukas von Deschwanden, Bester Torhüter Andreas Merz, Trainer des Jahres Martin Rubin, 1. eigene Live-TV-Übertragung durch das ehrenamtliche TV-Team                            |
| 2013/14   | 5.   | Champions League Gruppenphase | CH-Cup Halbfinal, MVP Lukas von Deschwanden |
| 2014/15   | 4.   | Challenge Cup 1/4 Final       | |
| 2015/16   | 2.   | EHF Cup Runde 2               | Trainer des Jahres Martin Rubin, Bester U-21-Nachwuchsspieler Lenny Rubin, Publikumsliebling Reto Friedli, Topscorer Lukas von Deschwanden |
| 2016/17   | 4.   | EHF Cup 2. Runde              | 5. CH-Cup-Sieg, Publikumsliebling Viktor Glatthard |
| 2017/18   | 1.   | EHF Cup Gruppenphase          | 2. CH-Meister-Titel, Publikumsliebling Nicolas Raemy, MVP Lukas von Deschwanden |
| 2018/2019 | 3.   | Champions League Gruppenphase | 6. CH-Cup-Sieg, im Play-off-Halbfinal ausgeschieden gegen Pfadi Winterthur, Best-of-5 mit 3:1 |
| 2019/2020 |      | –                             | Saisonabbruch aufgrund der Corona-Pandemie |
| 2020/21   | 5.   | –                             | Play-off-Viertelfinal Ausgeschieden gegen HC Kriens-Luzern, Best-of-5 mit 3:2, Martin Rubin verlässt Wacker Thun und schliesst sich BSV Bern an |
| 2021/22   | 3.   | –                             | Play-off-Halbfinal Ausgeschieden gegen Pfadi Winterthur, Best-of-5 mit 3:2, Nicolas Suter beendet seine Karriere |
| 2022/23   | 6.   | –                             | Play-off-Viertelfinal Ausgeschieden gegen Pfadi Winterthur, Best-of-5 mit 3:1 |
| 2023/24   | 8.   | –                             | Play-off-Viertelfinal Ausgeschieden gegen Kadetten Schaffhausen, Best-of-5 mit 3:1, Nicolas Raemy verlässt Wacker Thun, ebenso Max Dannmeyer und Rohat Sahin, neu zur 1. Mannschaft stossen Niels Kiener, Martin Kocich, Jonathan Buck und Leandro Römer |

## wackerTV

Logo des wackerTV

WackerTV ist eine Abteilung für Videoproduktion und Streaming des Vereins. Die Inhalte werden über handball.asport.tv gestreamt. Alle Mitglieder beteiligen sich dabei ehrenamtlich an den Übertragungen bei Wacker Thun. Einzelne Produktionen werden vom Schweizer Radio und Fernsehen, von MySports, TV24, Sport1 Schweiz oder ausländischen Fernsehanstalten ausgestrahlt.
Als Personen für den Liveticker gesucht wurden, entstand die Idee der Fernsehübertragung.
Das Projekt startete im Dezember 2012. Im ersten Livestream wurde am 17. April 2013 das Nationalliga-A-Finalrundespiel Wacker Thun gegen Pfadi Winterthur übertragen.
Im Jahr 2015 gewann wackerTV in der Kategorie WebTV-Portale des World Media Festivals den Preis in Silber.

### Produktionen
| Veranstaltung                              | Auftraggeber        | Beginn            |
| ------------------------------------------ | ------------------- | ----------------- |
| Heimspiele                                 | Wacker Thun         | 17. April 2013    |
| Internationale Heimspiele                  | DHB Rotweiss Thun   | 15. November 2014 |
| RA Turnier                                 | BSV Bern Muri       | 2014              |
| Yellow Cup                                 | Yellow Winterthur   |                   |
| Spiel der Runde                            | SPAR Premium League |                   |
| Schweizer Cup (Männer und Frauen)          | SHV                 |                   |
| Heimspiele der Nationalmannschaften        | SHV                 |                   |
| Handball-Cupfinal 2021 Bern, live SRF zwei | SHV                 | 8. Mai 2021       |
| Handball-Playoffs, live Sport1             | SHV                 | 15. Mai 2021      |